# Nightswimming (Awake)
"Nightswimming" es el octavo episodio de la serie televisiva estadounidense de fantasía procesal policial Despierta, el cual originalmente se emitió en NBC el 19 abril de 2012. Escrito por Leonard Chang, el coproductor ejecutivo fue Davey Holmes, "Nightswimming" fue visto por 2.8 millones de espectadores, incluyendo 0.9 por ciento de aquellos entre 18 y 49 años según Nielsen índices, en su emisión inicial en los Estados Unidos. Dirigido por el productor ejecutivo Jeffrey Reiner, este episodio recibió generalmente revisiones mixtas.
Awake trata sobre Michael Britten (Jason Isaacs), un detective que vive en dos realidades separadas después de un accidente automovilístico. En una realidad, en la que lleva una banda roja en la muñeca, su mujer Hannah (Laura Allen) sobrevivió al accidente, y en otra realidad, en la que lleva una banda verde, su hijo Rex (Dylan Minnette) es quien sobrevivió. En este episodio, Michael ayuda al Contable Marcus Ananyev (Elijah Alexander) y su mujer Alina (Ayelet Zurer) a empezar una nueva vida en el Programa de Protección de Testigos después de los intentos de miembros de pandillas por matar a Marcus en la "realidad verde". En la "realidad roja", Michael y Hannah se  preparan para una nueva vida en Oregón después de decidir mudarse allí. Van nadar en una piscina universitaria para celebrar su amor.

## Temas

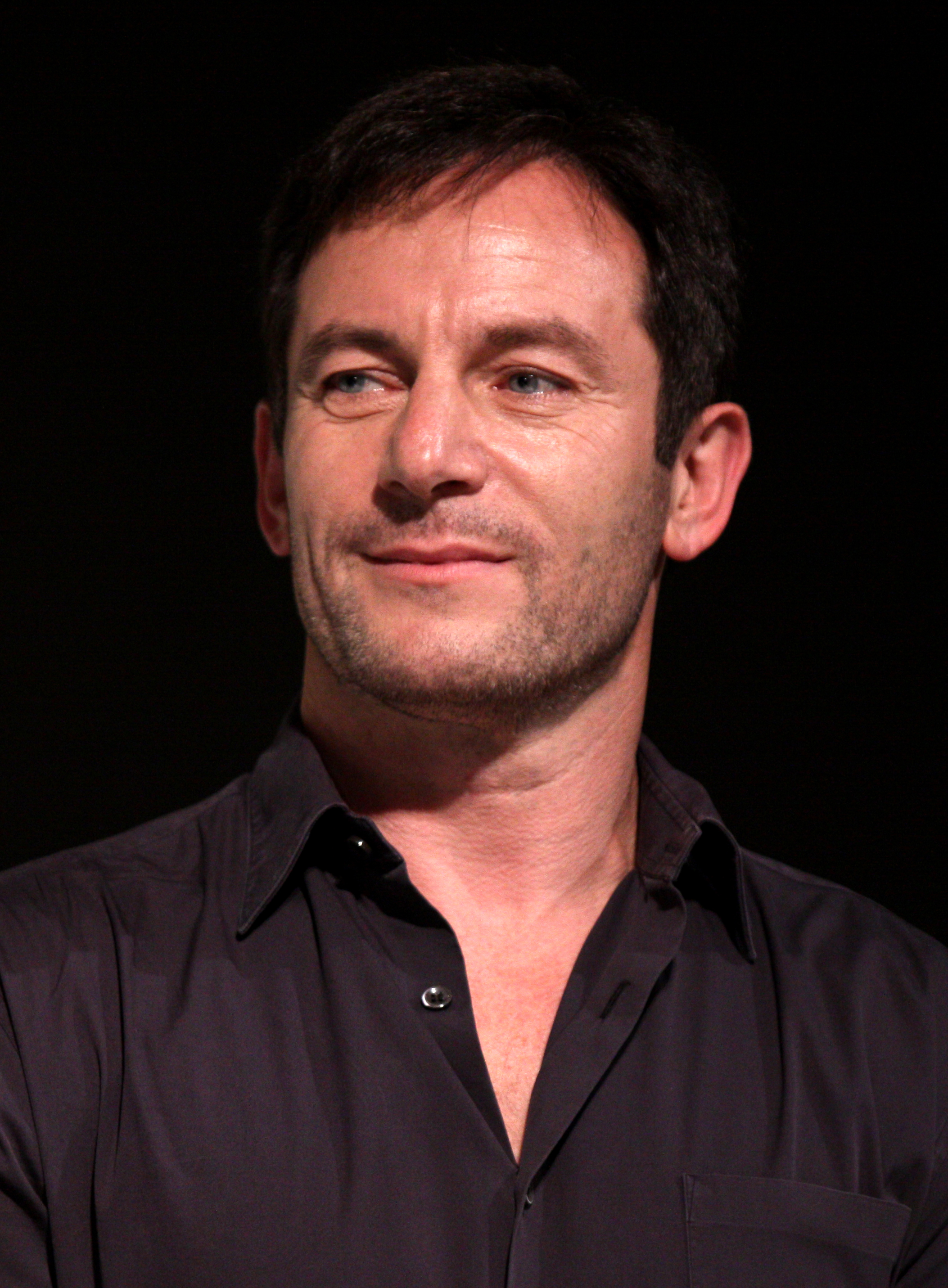
El rol de Jason Isaacs en los temas del episodio ha sido críticamente discutido.

A pesar de que no impacte directamente en el actual storyline de Awake, "Nightswimming" introduce y continúa elementos temáticos claves de la serie. Este es descrito como un "episodio largo" de rotonda que está "doblado encima haciendo a [Michael] plenamente cometer una mudanza a Oregón con Hannah" por Mate Fowler de IGN. Fowler Creyó que, ya que Rex no estuvo en el episodio, la "realidad verde" parecía más como un sueño. En una revisión del episodio siguiente, "Día de Juego",  admite que piensa que Alina está detrás de la bomba en el auto de Marcus, desde entonces cree que esta historia tendrá por fin un arresto. Escribiendo en HitFix, Alan Sepinwall opinó que Michael está "viniendo a aferrarse a Hannah con el deseo de mudarse porque él la ama mucho". Aun así, the Brittens más tarde decidió no mudarse en ""Slack Water"", décimo episodio de la serie, a causa de preocupaciones personales.

## Emisión y recepción
"Nightswimming" se emitió en NBC el 19 de abril de 2012, y su primera emisión en el Reino Unido fue en Sky Atlantic el 22 de junio de 2012. Según Nielsen índices, un sistema de medición de la audiencia que determina la medida de audiencia y composición de programación televisiva, la emisión inicial del episodio en los Estados Unidos fue vista por aproximadamente 2.8 millones de espectadores y ganó un 0.9 índice/2 participación de porcentaje en el 18–49 demográfico, significando que fue visto por 0.9 por ciento de todos aquellos entre 18-49 años mirando televisión en ese momento. En el Reino Unido, el episodio obtuvo 287,000 espectadores, haciéndolo el segundo programa más visto para aquel canal detrás de Hit & Miss.

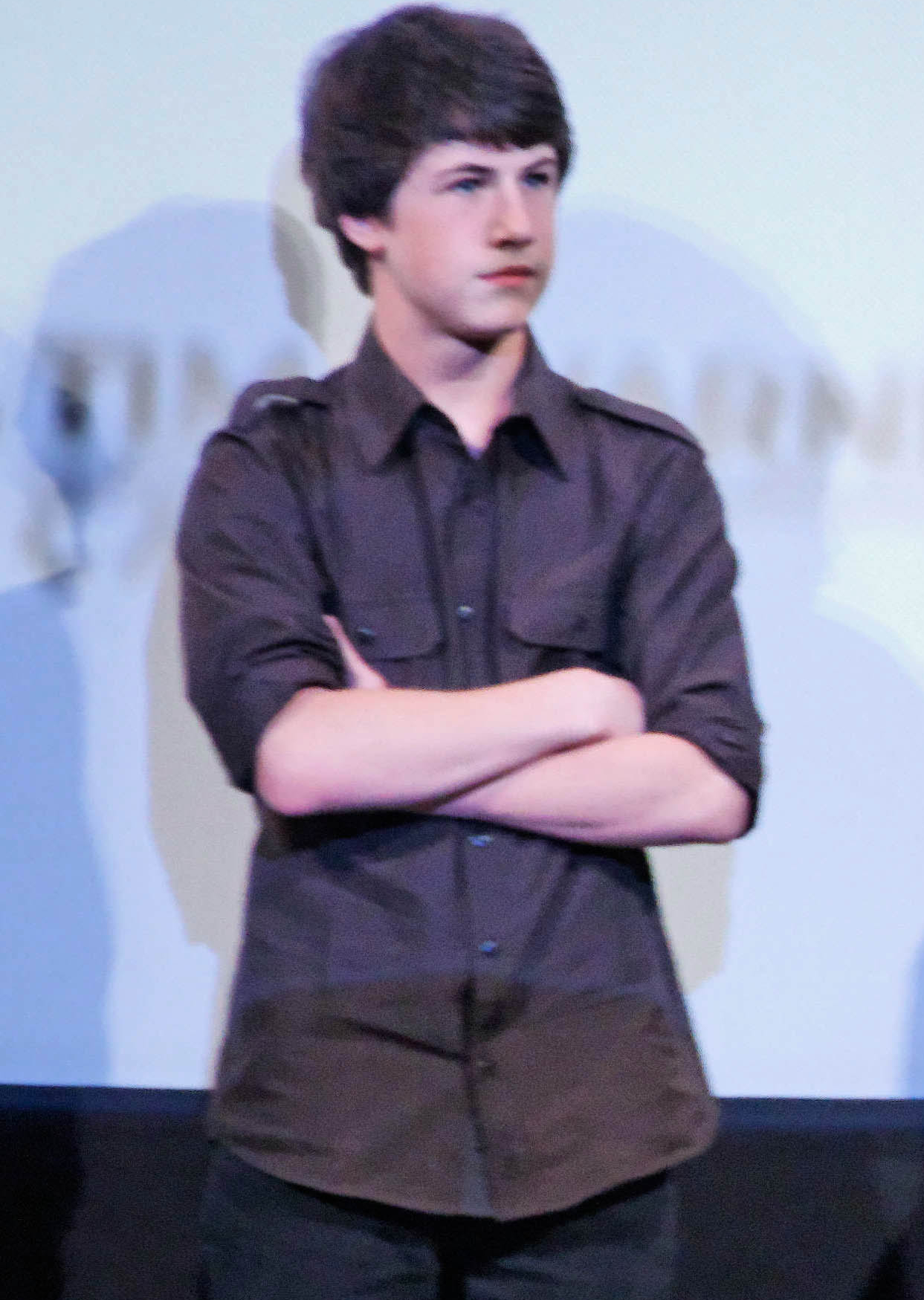
Muchos críticos estuvieron decepcionados pues el personaje de Dylan Minnette, Rex, no apareció en el episodio.

Este episodio recibió generalmente revisiones mixtas de críticos. Sepinwall Estuvo decepcionado con la trama global de la "realidad verde"; reclamó que si el episodio sólo se hubiera basado en la "realidad roja",  habría sido "perfecto". Entretanto, Handlen creyó que si el arco de la "realidad roja" no hubiera sido incluido en este plazo, el episodio no hubiera funcionado. Mientras que Sepinwall se refirió a la "realidad verde" como "aburrida", Handlen creyó que las historias de Marcus y Alina no importaron; según Handlen, el episodio no tendría que haber seguido los detalles de las estrellas invitadas. Sepinwall Y Handlen estuvieron decepcionados de que Rex no apareciera en el episodio; Handlen alabó a Rex, llamándole un "agradable chico adolescente" quien merece más tiempo en pantalla.